# 事業用コンテナ
事業用コンテナ（じぎょうようコンテナ）とは、貨物の積み込みや輸送に用いずに業務用に特殊化した輸送コンテナである。ここでは、主に事業用の中でも、
鉄道コンテナについて解説する。

## 種類
- 車掌室コンテナ
  - S90形など。車掌室をコンテナ化したもので、S90形は試作型のため製造数は1個だったが結局、コキフ10000形などが試験をする中、実用化される事はなかった。
- 電源コンテナ
  - G30A形・ZG形・ZGZ形・ZB15B形など。G30A形は1個製造され、コキ57000形の電源用として用いられた。この量産型がZG形である。ZGZ形はZ形へ電源を供給するために使用された。
- 新型機関車性能測定用コンテナ
  - Z形・ZX45A形など。名前が示すように、新型の機関車が牽引するコンテナ車に積載され、機関車の性能を計測するために用いられる。Z形は1個、ZX45A形は2個製造された。現在はZ形に代わってZX45A形が用いられている。
- バラストコンテナ
  - Z54A形など。製造数は10個で、スーパーレールカーゴ（SRC）の動力部分に積載され、試験運用に用いられた。

- フォーク練習用コンテナ

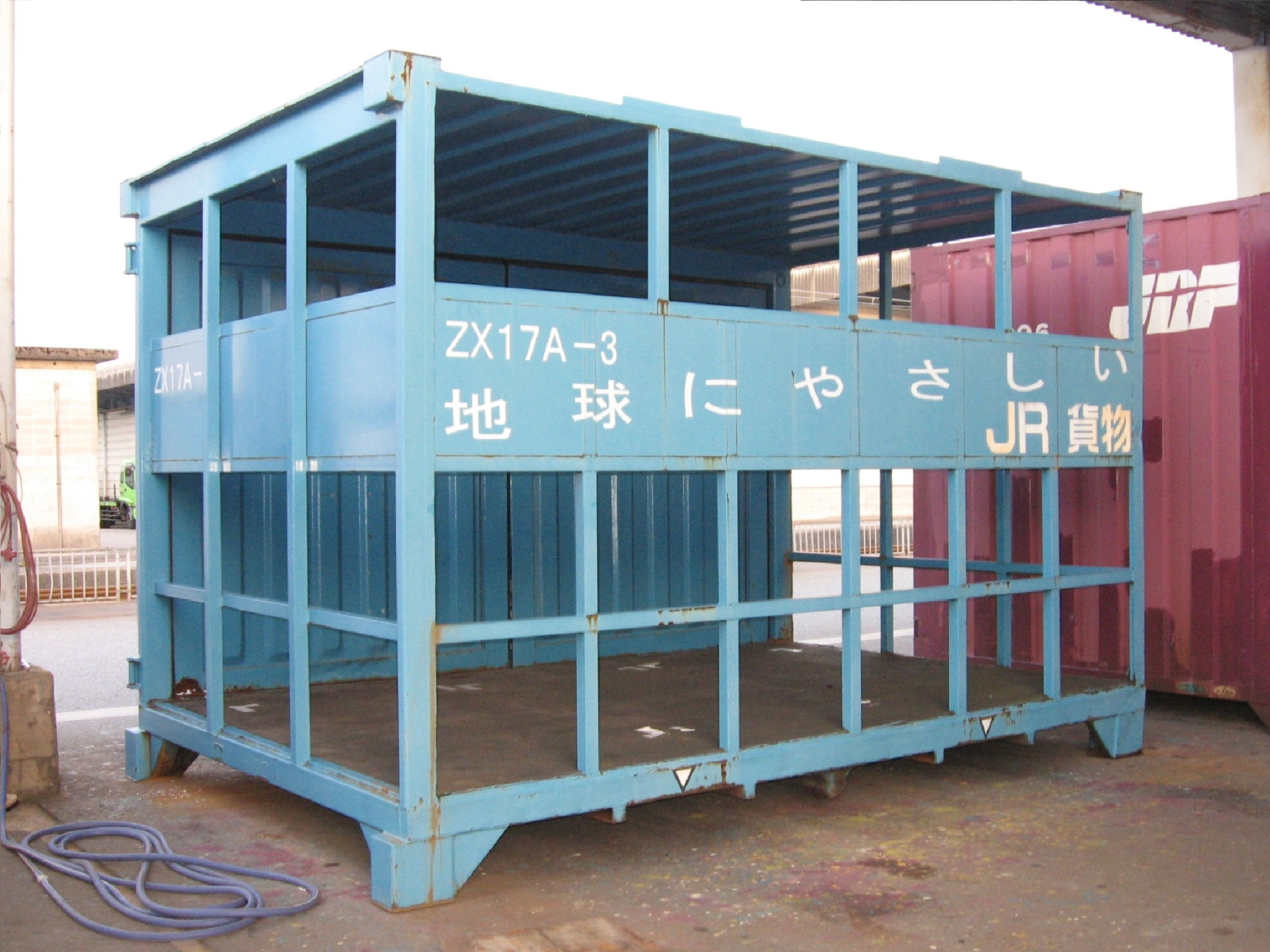
片側一方開きに改造された練習用、ZX17A-3。
富山貨物駅にて、2008年6月14日撮影。

  - ZX17A形・ZX18A形・ZX19A形など。フォークリフトでコンテナ車へコンテナを積み込む練習に用いられる。ZX17A形はC35形を改造したもので、ZX18A形は18C形を改造したもので、内部が見えるように、枠つきガラス張りのスケルトン構造となっている。ZX19A形は19D形、19G形を改造したもの。製造数はZX17Aが3個、ZX18A型が2個、ZX19A型が10個。
- 東日本旅客鉄道（JR東日本）エスカレーター輸送用コンテナ
  - M20A形。S90形同様、試作型の1個が製造された。JR東日本の旅客駅に設置するエスカレータを輸送するためのコンテナだが、増備のコンテナがあり、こちらはUM20A形と呼ばれている。M20A形は構造上、トップリフターが使用できず、またUM20A形は2個製造され、コキ50000形への積載が禁止されている。
- 鉄道用電話交換機輸送コンテナ
  - 大規模な鉄道用電話網の敷設に使うクロスバー式交換機の輸送のために、専用の5 t積み14 ftタイプの特殊な構造をしたC93形コンテナ。
- 日本貨物鉄道(JR貨物)台車枠輸送用コンテナ
  - ZM6形という実質、TR223F形台車専用の無蓋コンテナ。配給輸送用に用いられた。過去にはC20形が一部再改造されて使用されている
- 日本貨物鉄道(JR貨物)車軸輸送用コンテナ
  - ZM8A形こちらも配給輸送用を目的とした無蓋コンテナとしてに用いているが、それまではC20形改造のAP形コンテナを使用していた。
- 日本貨物鉄道(JR貨物)死重用途コンテナ